# Barone de Ros
Barone de Ros (pronunciato "Roose") è il titolo baronale più antico nel Paria d'Inghilterra.

## Creazione (1264)
La Baronia è stata creata nel 1264. Ogni volta che un uomo detiene il titolo, è in stile il premier barone d'Inghilterra. La Baronia può passare agli eredi piuttosto che eredi maschi, a differenza della maggior parte dei titoli britannici. La baronia può passare alle figlie solo se non ci sono figli. Ai sensi del diritto successorio, le sorelle hanno un uguale diritto di ereditare. Il titolo nobiliare è stato tenuto da una donna, sei volte di più rispetto a qualsiasi altro titolo di pari.
Il titolo, era in origine, conservato dalla famiglia de Ros fino alla morte dell'undicesimo barone nel 1508, quando fu ereditato dal nipote, Sir George Manners. Suo figlio, Thomas, ereditò la baronia e successivamente è stato creato conte di Rutland. La baronia e contea rimasero uniti fino alla morte del terzo conte, Edward Manners. La baronia fu poi ereditata dalla sua unica figlia, Elizabeth, mentre la contea paso' a un erede maschio, suo fratello minore. Alla morte dell'unico figlio di Elizabeth, William Cecil, il titolo venne ereditato dal VI conte di Rutland.
Ancora una volta, dopo la morte del VI conte, la baronia e la contea furono separate: la contea viene ereditata da un lontano cugino, il pro-nipote del II conte, mentre la baronia fu ereditata dalla figlia del conte, Katherine, che aveva sposato George Villiers, I duca di Buckingham. Il figlio di Katherine, George, ereditò sia la baronia che il ducato, ma alla sua morte il ducato si estinse e la baronia andò in disuso.
La baronia fu sospesa per oltre un secolo, quando Charlotte Boyle Walsingham (che poi sposò Lord Henry FitzGerald, un figlio del IV duca di Leinster), con una petizione del re Giorgio III, pose termine alla sospensione a suo favore nel 1790. Il re deferì la questione alla Camera dei lord, che raccomandò che la baronia rimanesse in sospeso. Tuttavia, nel 1806, il Principe Reggente terminò la sospensione a suo favore su raccomandazione del suo primo ministro. Charlotte ed i suoi eredi, poi, presero il cognome aggiuntivo di "de Ros" dopo "FitzGerald".
Il titolo andò in sospeso di nuovo dopo la morte di Mary Dawson (nata Fitzgerald-de Ros), XXV baronessa, nel 1939. La sospensione terminò a favore della figlia maggiore, Una Ross (nata Dawson) nel 1943, e ancora una volta andò in disuso dopo la sua morte nel 1956. Due anni dopo, la baronia fu ereditata dalla nipote di Una Ross, Georgiana Maxwell (nata Ross). Alla morte di Georgiana di Maxwell, è stata ereditata da Peter Maxwell, il primo uomo a mantenere il suo titolo dopo più di tre quarti di secolo.

## Baroni de Ros di Helmsley (1264)
- William de Ros, I barone de Ros (? - 1316)
- William de Ros, II barone de Ros (? - 1343)
- William de Ros, III barone de Ros (1326 - 1352)
- Thomas de Ros, IV barone de Ros (1336 - 1384)
- John de Ros, V barone de Ros (1360 - 1394)
- William de Ros, VI barone de Ros (1369 - 1414)
- John de Ros, VII barone de Ros (? - 1421)
- Thomas de Ros, VIII barone de Ros (1405 - 1431)
- Thomas de Ros, IX barone de Ros (1427 - 1464) (incamerata 1464)
- Edmund de Ros, X barone de Ros (? - 1508) (restaurato 1485)
- George Manners, XI barone de Ros (? - 1513) (sospeso terminato 1512)
- Thomas Manners, I conte di Rutland, XII barone de Ros (? - 1543)
- Henry Manners, II conte di Rutland, XIII barone de Ros (1526-1563)
- Edward Manners, III conte di Rutland, XIV barone de Ros (1549-1587)
- Elizabeth Cecil, XV baronessa de Ros (1572-1591)
- William Cecil, XVI barone de Ros (1590-1618)
- Francis Manners, VI conte di Rutland, XVII barone de Ros (1578-1632)
- Katherine Villiers, duchessa di Buckingham, XVIII baronessa de Ros (1603-1649)
- George Villiers, II duca di Buckingham, XIX barone de Ros (1628-1687)
- Charlotte Boyle-Walsingham, XXI baronessa de Ros (1769-1831) (sospeso terminato 1806)
- Henry William FitzGerald-de Ros, XXI barone de Ros (1793-1839)
- William FitzGerald-de Ros, XXII barone de Ros (1797-1874)
- Dudley FitzGerald-de Ros, XXIII barone de Ros (1827-1907)
- Mary Frances Dawson, XXIV baronessa de Ros (1854-1939)
- Una Ross, XXV baronessa de Ros (1879-1956) (sospeso terminato 1943)
- Georgiana Maxwell, XXVI baronessa de Ros (1933-1983) (sospeso terminato 1958)
- Peter Trevor Maxwell, XXVII barone de Ros (1958)
  - L'erede della baronia è Finbar James Maxwell (nato nel 1988).